# Sachse, Texas
Sachse là một thành phố thuộc quận Dallas, tiểu bang Texas, Hoa Kỳ. Năm 2010, dân số của xã này là 20329 người.

## Dân số
- Dân số năm 2000: 9751 người.
- Dân số năm 2010: 20329 người.